# Mikey Nicholls
Michael Nicholls, detto Mikey Nicholls (Perth, 20 agosto 1985), è un wrestler australiano sotto contratto con la New Japan Pro-Wrestling.
Tra il 2015 e il 2018 ha militato nella World Wrestling Entertainment con il ring name Nick Miller.

## Storia

### World Wrestling Entertainment (2015–2018)
Nel 2015 Nicholls e Haste firmano con la WWE e vengono mandati nel territorio di sviluppo di NXT, dove avviene la firma dei due il 25 marzo 2016. Il debutto dei due avviene il 25 maggio 2016 ad NXT, dove perdono contro Johnny Gargano e Tommaso Ciampa. Il 7 ottobre 2016 i TM-61 partecipano al Dusty Rhodes Tag Team Classic dove arrivano fino in finale, svoltasi a NXT TakeOver: Toronto il 19 novembre; qui, tuttavia, vengono sconfitti dagli Authors of Pain (Akam e Rezar), che si aggiudicano il torneo. Il 18 gennaio 2017 ad NXT Thorne ha subito un brutto infortunio al collo a seguito di un attacco dei Revival (Dash Wilder e Scott Dawson) che lo terrà fuori dal ring per 7-9 mesi. I TM-61 sono tornati in azione nella puntata di NXT del 31 gennaio 2018, più di un anno dopo dal loro ultimo match, sconfiggendo gli Ealy Brothers (Gabriel Ealy e Uriel Ealy).
Il 13 dicembre 2018 viene licenziato dalla federazione.

## Personaggio

### Mosse finali
- Shooting star press
- Spin-out powerbomb

### Soprannomi
- "Mean Machine"

## Titoli e riconoscimenti
- Empire Wrestling Federation
  - EWF American Heavyweight Championship (1)
- Explosive Professional Wrestling
  - EPW Championship (2)[1]
  - EPW Tag Team Championship (2)[2] – con Shane Haste
- National Wrestling Alliance
  - NWA Australian National Heavyweight Championship (1)[3]
- Pro Wrestling Illustrated
  - 155° tra i 500 migliori wrestler singoli nella PWI 500 (2016)[4]
- Pro Wrestling Noah
  - GHC Tag Team Championship (2) – con Shane Haste
- Tokyo Sports
  - Best Tag Team (2013)[5] – con Shane Haste